# Amur (tỉnh)
Tỉnh Amur (tiếng Nga: Аму́рская о́бласть, chuyển tự: Amurskaya oblast, IPA: [ɐˈmurskəjə ˈobləsʲtʲ]) là một chủ thể liên bang của Nga (một oblast), nằm bên bờ sông Amur và sông Zeya. Tỉnh Amur có ranh giới với Cộng hòa Sakha ở phía bắc, vùng Khabarovsk và tỉnh tự trị Do Thái ở phía đông, tỉnh Hắc Long Giang của Trung Quốc ở phía nam, và vùng Zabaykalsky ở phía tây. Theo điều tra năm 2010, tỉnh Amur có 830.103 cư dân.
Amur Krai (Аму́рский край) hay Priamurye (Приаму́рье) là tên gọi không chính thức của các lãnh thổ Nga nằm gần sông Amur được sử dụng vào cuối Đế quốc Nga, nó cũng gần tương đương với tỉnh Amur hiện nay.
Trung tâm của tỉnh là thành phố Blagoveshchensk, một trong những điểm định cư sớm nhất ở Viễn Đông Nga, được hình thành từ năm 1856. Thành phố là một trung tâm lâu năm của các lĩnh vực thương mại và khai thác vàng. Có thể tiếp cận tỉnh Amur bằng hai tuyến đường sắt là đường sắt xuyên Siberi và đường sắt Baikal-Amur.

## Địa lý
Dãy núi Stanovoy tạo thành đường ranh giới tự nhiên giữa Cộng hòa Sakha và tỉnh Amur, dãy núi này kéo dài trên toàn bộ đường ranh giới phía bắc của tỉnh. Thông lùn Siberi và lãnh nguyên núi cao mọc trên những vùng có độ cao lớn trên các ngọn núi này và các rừng thông rụng lá cùng các rừng bạch dương và thông mọc dọc theo các đồng bằng sông. Sông Zeya bắt nguồn từ các ngọn núi ở dông bắc tỉnh. Đoạn trung du của con sông lớn này bị ngăn đập và hình thành nên hồ chứa Zeysky rộng lớn, trải rộng ra 2.500 kilômét vuông (970 dặm vuông Anh) giữa dãy Stanovoy và một dãy núi chạy song song ở phía nam. Các vùng đất thấp giữa hai dãy núi này hình thành nên Đồng bằng Thượng Zeysky, mà chủ yếu là đồng lầy với các rừng thông rụng lá và rừng thông. Phía nam của dãy núi phía nam là đồng bằng sông Amur rộng lớn và chiếm 40% diện tích của tỉnh.

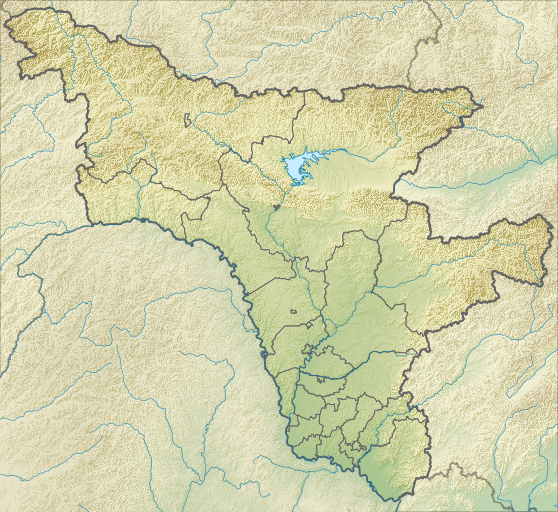
Bản đồ địa hình tỉnh Amur

Dọc theo ranh giới phía đông của tỉnh Amur là một loạt các ngọn núi, chia tách tỉnh Amur với vùng Khabarovsk. Những rừng thông rụng lá và lãnh sam-vân sam tạo thành đầu nguồn của sông Selemdzha, con sông này chảy về phía nam rồi đổ vào Zeya, sông Zeya chảy tới Blagoveschchensk rồi hợp vào sông Amur. Đông nam của Selemdzha là sông Bureya và sông Arkhara, lưu vực của chúng vần còn các khu rừng phong phú nhất trong tỉnh với các loài như thông Triều Tiên (Pinus koraiensis), ngũ vị tử (Schisandra chinensis), sồi Mông Cổ (Quercus mongolica)), và các loài thực vật Mãn Châu khác. Các sông Zeya, Amur, và Bureya tạo thành một cái nôi của khu vực có tính đa dạng sinh học cao nhất tại tỉnh Amur —đồng bằng Zeysko-Burenskaya. Phần lớn đồng bằng này đã bị khai phá để phục vụ cho nông nghiệp, song vẫn còn lại các khoảnh đất hoang dã lớn.

### Tài nguyên thiên nhiên
Tỉnh Amur có trữ lượng đáng kể của nhiều loài khoáng sản, trữ lượng khoáng sản đã được xác minh trên địa bàn tỉnh Amur có giá trị vào khoảng 400 tỉ USD. Trong số đó, tài nguyên quan trọng nhất là vàng (trữ lượng lớn nhất tại Nga), bạc, titan, molybden, wolfram, đồng, thiếc và các loại khác. Trữ lượng than đen mềm và than non được ước tính vào khoảng 70 tỉ tấn. Trữ lượng quặng sắt là khoảng 3,8 tỉ tấn. Trữ lượng tại mỏ Garin đã được thăm dò đầy đủ và người ta biết rằng nó có chứa 389 triệu tấn quặng sắt. Quặng có chứa tỷ lệ thấp các tạp chất bất lợi và có tỷ lệ sắt là 69,9%. Tỉnh Amur cũng là một nguồn cung cấp titan hứa hẹn, với Bolshoy Seyim là loại quan trọng nhất.

## Lịch sử
Theo Bắc sử và Tùy thư, khu vực tỉnh Amur ngày nay nguyên là lãnh thổ của một trong 5 nhóm người du mục Thất Vi (室韋) là Bát Thất Vi (钵室韋). Các điểm dân cư của họ nằm ở phía bắc của Y Lặc Hô Lý Sơn (伊勒呼里山) tại thượng du của Nộn Giang, phía nam của dãy núi Stanovoy, phía tây của Bureinsky và Tiểu Hưng An lĩnh và trải rộng đến biển Okhotsk ở đông bắc. Họ từng triều cống cho triều đình nhà Đường và rồi biến mất vào đầu thế kỷ 10 cùng với sự nổi lên của triều Liêu.
Sau đó, trong thế kỷ 13, khu vực bồn địa trung du sông Amur và sông Zeya là quê hương của người Daur và xa hơn về phía nam là người Ducher. Tổ tiên của người Daur được cho là có liên hệ gần gũi với người Khiết Đan và người Mông Cổ, trong khi người Ducher có thể là một nhánh của người Nữ Chân, về sau được gọi là người Mãn.
Khu vực bị người Mãn chinh phục vào những năm 1639-1640, sau khi họ đánh bại liên minh của người Evenk do Bombogor lãnh đạo. Khu vực tỉnh Amur ngày nay được trao trả lại cho nhà Thanh sau điều ước Nerchinsk (1689) song đã sáp nhập vào đế quốc Nga vào năm 1858 theo Điều ước Aigun giữa Nga và nhà Thanh.
Khu vực đã tiếp nhận dòng người Nga định cư đầu tiên vào giữa thế kỷ 17. Họ tìm kiểm một khí hậu ôn hòa hơn để trốn thoát khỏi phương bắc. Sau chiến tranh Nha phiến, khi Trung Hoa bộc lộ sự yếu đuối đối với thế giới bên ngoài, những người Nga lại một lần nữa thăm dò khu vực (hầu hết là người Cossack và tá điền). Dòng người cuối cùng đến trước khi hoàn thành tuyến đường sắt xuyên Siberi.
Tháng 4 năm 1920, Cộng hòa Viễn Đông, với thủ đô tại Chita, đã được thành lập từ Amur, Transbaikal, Kamchatka, Sakhalin, và Primorye như một nhà nước "vùng đệm" nhằm tránh chiến tranh với Nhật Bản. Nước cộng hòa này tồn tại cho đến năm 1922, khi nó được sáp nhập vào Cộng hòa Xã hội chủ nghĩa Xô viết Liên bang Nga. Tháng 1 năm 1926, vùng Amur trở thành một bộ phận của Lãnh thổ Viễn Đông, sau đó nó được chia thành các lãnh thổ Khabarovsk và Primorye vào năm 1938.
Năm 1948, tỉnh Amur cuối cùng đã được tách ra khỏi Lãnh thổ Khabarovsk và trở thành một khu vực riêng biệt của CHXHCNXVLB Nga. Khu vực đã chứng kiến sự phát triển kinh tế nhanh chóng dựa trên khai thác vàng, và mức sống được cải thiện với sự xuất hiện của các chuyên gia trẻ tuổi. Khi vùng liên bang Viễn Đông được mở rộng, nhu cầu về các dịch vụ như điện và nhà ở tăng lên và đã thúc đẩy các dự án xây dựng mới. Các khu đô thị mới được xây dựng cùng với nhà máy thủy điện Zeya (Zeiskaya GES), nó thậm chí còn cung cấp điện năng cho hầu hết vùng liên bang Viễn Đông.

## Hành chính
Các đô thị lớn nhất trong tỉnh là Blagoveshchensk, Belogorsk, Svobodny, Tynda, và Raychikhinsk. Tỉnh Amur có 9 thành phố.

Hành chính tỉnh Amur

- Blagoveshchensk
- Arkharinsky
- Belogorsky
- Blagoveshchensky
- Bureysky
- Ivanovsky
- Konstantinovsky
- Magdagachinsky
- Mazanovsky
- Mikhailovsky
- Oktyabrsky
- Romnensky
- Selemdzhinsky
- Seryshevsky
- Shimanovsky
- Skovorodinsky
- Svobodnensky
- Tambovsky
- Tyndinsky
- Zavitinsky
- Zeysky

## Nhân khẩu
Dân số: 830,103 (Điều tra dân số 2010); 902,844 (Điều tra dân số 2002); 1,057,781 (Điều tra dân số năm 1989).
|                        | 1959 người. | %             | 1979 người.         | %       | 1989 người. | %       | 2002 người. | % tổng số | % số người ших xác nhận dân- tộc | 2010 người.            | % tổng số | % số người ших xác nhận dân- tộc |
| ---------------------- | ----------- | ------------- | ------------------- | ------- | ----------- | ------- | ----------- | --------- | -------------------------------- | ---------------------- | --------- | -------------------------------- |
| Tổng                   | 717514      | 100,00%       | 936451              | 100,00% | 1050245     | 100,00% | 902844      | 100,00%   | align="right"                    | align="right"\| 830103 | 100,00%   |                                  |
| người Nga              | 630080      | 87,81%        | 831062              | 88,75%  | 911969      | 86,83%  | 831004      | 92,04%    | 92,19%                           | 775590                 | 93,43%    | 94,33%                           |
| người Ukraina          | 56266       | 7,84%         | 57669               | 6,16%   | 70759       | 6,74%   | 31475       | 3,49%     | 3,49%                            | 16636                  | 2,00%     | 2,02%                            |
| người Belarus          | 9381        | 1,31%         | 13900               | 1,48%   | 17974       | 1,71%   | 7827        | 0,87%     | 0,87%                            | 4162                   | 0,50%     | 0,51%                            |
| người Armenia          | 178         | 0,02%         | 1051                | 0,11%   | 2712        | 0,26%   | 4045        | 0,45%     | 0,45%                            | 3948                   | 0,48%     | 0,48%                            |
| người Tatar            | 5006        | 0,70%         | 7939                | 0,85%   | 9095        | 0,87%   | 4889        | 0,54%     | 0,54%                            | 3406                   | 0,41%     | 0,41%                            |
| người Azerbaijan       | 115         | 0,02%         | 1303                | 0,14%   | 6072        | 0,58%   | 3213        | 0,36%     | 0,36%                            | 2796                   | 0,34%     | 0,34%                            |
| người Triều Tiên       | 213         | 0,03%         | 404                 | 0,04%   | 408         | 0,04%   | 697         | 0,08%     | 0,08%                            | 1756                   | 0,21%     | 0,21%                            |
| người Evenk            | 1388        | 0,19%         | 1041                | 0,11%   | 1617        | 0,15%   | 1501        | 0,17%     | 0,17%                            | 1481                   | 0,18%     | 0,18%                            |
| người Uzbek            | 176         | 0,02%         | 977                 | 0,10%   | 1962        | 0,19%   | 687         | 0,08%     | 0,08%                            | 1121                   | 0,14%     | 0,14%                            |
| người Đức              | 1100        | 0,15%         | 2130                | 0,23%   | 2349        | 0,22%   | 1760        | 0,19%     | 0,20%                            | 1048                   | 0,13%     | 0,13%                            |
| người Bashkir          | 168         | 0,02%         | 1450                | 0,15%   | 2662        | 0,25%   | 1183        | 0,13%     | 0,13%                            | 881                    | 0,11%     | 0,11%                            |
| người Chuvash          | 1587        | 0,22%         | 2208                | 0,24%   | 2238        | 0,21%   | 1206        | 0,13%     | 0,13%                            | 783                    | 0,09%     | 0,10%                            |
| người Moldova          | 504         | 0,07%         | 1086                | 0,12%   | 2318        | 0,22%   | 1122        | 0,12%     | 0,12%                            | 736                    | 0,09%     | 0,09%                            |
| người Hán              | 1061        | 0,15%         | 265                 | 0,03%   | 200         | 0,02%   | 851         | 0,09%     | 0,09%                            | 672                    | 0,08%     | 0,08%                            |
| người Mordvin          | 4781        | 0,67%         | 2698                | 0,29%   | 2518        | 0,24%   | 1258        | 0,14%     | 0,14%                            | 533                    | 0,06%     | 0,06%                            |
| người Tajik            |             | align="right" | align="right"\| 238 | 0,03%   | 515         | 0,05%   | 300         | 0,03%     | 0,03%                            | 451                    | 0,05%     | 0,05%                            |
| người Yakut            | 245         | 0,03%         | 699                 | 0,07%   | 788         | 0,08%   | 314         | 0,03%     | 0,03%                            | 449                    | 0,05%     | 0,05%                            |
| người Kazakh           | 405         | 0,06%         | 933                 | 0,10%   | 1736        | 0,17%   | 481         | 0,05%     | 0,05%                            | 415                    | 0,05%     | 0,05%                            |
| người Buryat           | 147         | 0,02%         | 663                 | 0,07%   | 831         | 0,08%   | 474         | 0,05%     | 0,05%                            | 406                    | 0,05%     | 0,05%                            |
| người Ba Lan           | 906         | 0,13%         | 1225                | 0,13%   | 1297        | 0,12%   | 735         | 0,08%     | 0,08%                            | 368                    | 0,04%     | 0,04%                            |
| người Mari             | 112         | 0,02%         | 820                 | 0,09%   | 778         | 0,07%   | 542         | 0,06%     | 0,06%                            | 360                    | 0,04%     | 0,04%                            |
| người Gruzia           | 193         | 0,03%         | 494                 | 0,05%   | 845         | 0,08%   | 546         | 0,06%     | 0,06%                            | 343                    | 0,04%     | 0,04%                            |
| người Tuva             |             | align="right" | align="right"\| 17  | 0,00%   | 25          | 0,00%   | 148         | 0,02%     | 0,02%                            | 313                    | 0,04%     | 0,04%                            |
| người Udmurt           | 318         | 0,04%         | 713                 | 0,08%   | 851         | 0,08%   | 486         | 0,05%     | 0,05%                            | 284                    | 0,03%     | 0,03%                            |
| người Di-gan           | 168         | 0,02%         | 189                 | 0,02%   | 289         | 0,03%   | 370         | 0,04%     | 0,04%                            | 254                    | 0,03%     | 0,03%                            |
| dân tộc khác           | 3014        | 0,42%         | 5277                | 0,56%   | 7425        | 0,71%   | 4283        | 0,47%     | 0,48%                            | 3032                   | 0,37%     | 0,37%                            |
| Xác nhận dân tộc       | 717512      | 100,00%       | 936451              | 100,00% | 1050233     | 100,00% | 901397      | 99,84%    | 100,00%                          | 822224                 | 99,05%    | 100,00%                          |
| Không xác nhận dân tộc | 2           | 0,00%         | 0                   | 0,00%   | 12          | 0,00%   | 1447        | 0,16%     | align="right"                    | align="right"\| 7879   | 0,95%     |                                  |

## Kinh tế
Tổng sản phẩm quốc nội bình quân đầu người của tỉnh Amur vào năm 2007 là 131.039,60 rúp, trong khi con số trung bình của cả nước là 198.817 rúp.

### Công nghiệp
Lĩnh vực công nghiệp đóng góp 18,3% trong tổng GRP (tổng sản phẩm khu vực). Các ngành công nghiệp quan trọng nhất tại tỉnh Amur trong năm 2007 là chế tạo, chiếm 25,7% sản lượng công nghiệp. Lĩnh vực này chủ yếu là chế biến thực phẩm và đồ uống, chiếm 13% sản lượng công nghiệp. Các ngành khác bao gồm máy móc đóng tàu, xe nâng và vận chuyển, thiết bị khai mỏ, máy nông nghiệp, cơ cấu kim loại và hàng hóa, thiết bị điện cùng máy điện và các công cụ. Các công ty kỹ thuật lớn nhất trong tỉnh bao gồm OAO Svobodny Railroad Car Repair Plant, OAO Blagoveshchensk October Revolution Ship Building Plant và OAO Bureya-Kran.
Khai mỏ và khai thác đá chiếm 19,9% sản lượng công nghiệp vào năm 2007. Tỉnh Amur xếp hạng thứ sáu tại Nga về khai thác vàng và có trữ lượng vàng lớn nhất đất nước. Tại đây cũng có một địa điểm khai mỏ và chế biến uranium lớn tại Oktyabrsky, gần biên giới Nga-Trung. Ngoài ra, cũng có kế hoạch phát triển các mỏ khai khoáng các loại khoáng sản khác, như titan, sắt, đồng, niken, apatit. Tổng sản lượng than đá là 3.398 tấn. Tính đến năm 2007, bốn mỏ than đá do OOO Amur Coal điều hành, và thêm hai mỏ nữa được thăm dò. Tổng cộng, tỉnh Amur được ước tính có 90 mỏ than đen và than non, với trữ lượng tổng thể là 70 tỷ tấn. Bên cạnh đó, khai thác nhiên liệu chiếm 2,9% sản lượng công nghiệp.

### Năng lượng
Tỉnh Amur thặng dư về năng lượng. Sản lượng điện của tỉnh vào năm 2007 là 9,9 TWh. Nhà cung cấp điện quan trọng nhất trên địa bàn là nhà máy thủy điện Zeyskaya với công suất lắp đặt 1.330 MW và sản lượng điện mỗi năm là 4,91 TWh. Nhà máy này do RusHydro quản lý. Công ty này cũng sở hữu nhà máy thủy điện Bureyskaya với công xuất lắp đạt 2.010 MW, mở cửa vào năm 2009. Sản lượng hàng năm của nó là 7.1 TWh.

### Nông nghiệp
Tổng sản phẩm nông nghiệp của tỉnh Amur vào năm 2006 đạt 462,612 triệu USD. Con số này bao gồm sản lượng cây trồng (244,07 triệu USD). Tỉnh Amur sản xuất ra 60% sản lượng đỗ tương của Nga với khoảng 240.000 tấn mỗi năm.

### Ngoại thương
Các sản phẩm xuất khẩu chính của tỉnh Amur là gỗ tho (1.172.900 m³ đến Trung Quốc, Bắc Triều Tiên, Nhật Bản, Kazakhstan và Ukraina), các mặt hàng kim loại (68.300 tấn đến Trung Quốc và Kazakhstan), và máy móc, thiết bị và xe vận tải (12.300 tấn đến Trung Quốc, Nhật Bản, Hàn Quốc, Kazakhstan và Ukraine) Các nước xuất khẩu thực phẩm và đồ uống chính đến tỉnh Amur là Trung Quốc, Kazakshtan, Uzbekistan và Philippines; hàng dệt may và giày dép đến từ Trung Quốc; còn máy móc và thiết bị đến từ Ukraina và Nhật Bản.

### Sân bay vũ trụ Vostochny
Tháng 7 năm 2010, thủ tướng Nga khi đó là Vladimir Putin đã tuyên bố tỉnh Amur sẽ là nơi xây dựng sân bay vũ trụ Vostochny mới, nhằm làm giảm sự phụ thuộc của Nga vào sân bay vũ trụ Baikonur ở Kazakhstan.

## Địa phương kết nghĩa
- Chungcheong Nam, Hàn Quốc